# Vorkurs
Unter einem Vorkurs versteht man im bayerischen Schulwesen eine Fördermaßnahme für Kinder mit nichtdeutscher Muttersprache und geringen Deutschkenntnissen. Im letzten Kindergartenbesuchsjahr bekommen die Kinder drei Wochenstunden spezielle Deutschförderung, der auf den späteren Unterricht vorbereitet. Dieser Unterricht findet in der Regel an der zukünftigen Sprengelschule statt und wird von Grundschullehrern durchgeführt. Häufig wird diese Förderung in den ersten Schulbesuchsjahren in der Deutschlerngruppe fortgesetzt.  
Zu Vorkursen an Hochschulen siehe Propädeutik, Brückenkurs